# Knorrenmühle
Knorrenmühle ist ein Gemeindeteil der Großen Kreisstadt Dinkelsbühl im Landkreis Ansbach (Mittelfranken, Bayern). Knorrenmühle liegt in der Gemarkung Seidelsdorf.

## Geografie
Die Einöde liegt am Hausertsmühlbach (im Unterlauf Walkenmühlbach genannt), einem rechten Zufluss der Wörnitz. Im Süden grenzt auf dem Flurgebiet Lach ein großflächiger Golfplatz an, im Nordwesten befindet sich der Hirtenbuck. Eine Gemeindeverbindungsstraße verläuft nach Seidelsdorf (0,2 km nordöstlich) bzw. zu einer Gemeindeverbindungsstraße bei Hausertshof (0,7 km südlich).

## Geschichte
Knorrenmühle wurde in der zweiten Hälfte des 17. Jahrhunderts erstmals schriftlich erwähnt.
Die Fraisch über Knorrenmühle war strittig zwischen dem ansbachischen Oberamt Crailsheim, dem oettingen-spielbergischen Oberamt Mönchsroth und der Reichsstadt Dinkelsbühl. Der Ort gehörte zur Realgemeinde Seidelsdorf. Gegen Ende des 18. Jahrhunderts gab es 1 Anwesen. Grundherr war das Oberamt Mönchsroth. Von 1797 bis 1808 unterstand der Ort dem Justiz- und Kammeramt Crailsheim.
Im Jahr 1809 wurde Knorrenmühle infolge des Gemeindeedikts dem Steuerdistrikt Segringen und der Ruralgemeinde Seidelsdorf zugeordnet. Am 1. Juli 1970 wurde Knorrenmühle im Zuge der Gebietsreform in Bayern nach Dinkelsbühl eingegliedert.

### Baudenkmal
- Seidelsdorf 1: ehemaliges Wohn- und Mühlengebäude, sogenannte Knorrenmühle, zweigeschossiger unverputzter Sandsteinbau mit Satteldach, erstes Viertel 19. Jahrhundert[11]

### Einwohnerentwicklung
| Jahr      | 001818 | 001840 | 001861 | 001871 | 001885 | 001900 | 001925 | 001950 | 001961 | 001970 | 001987 |
| Einwohner | 6      | 10     | 6      | 9      | 10     | 8      | 6      | 13     | 5      | 4      | 2      |
| Häuser    | 1      | 1      |        |        | 1      | 1      | 1      | 1      | 1      |        | 1      |
| Quelle    | [ 13 ] | [ 14 ] | [ 15 ] | [ 16 ] | [ 17 ] | [ 18 ] | [ 19 ] | [ 20 ] | [ 21 ] | [ 22 ] | [ 1 ]  |

## Religion
Der Ort ist evangelisch-lutherisch geprägt und bis heute nach St. Vinzenz (Segringen) gepfarrt. Die Katholiken sind nach St. Georg (Dinkelsbühl) gepfarrt.